# Phyllotrochalus colini
Phyllotrochalus colini är en skalbaggsart som beskrevs av Moser 1916. Phyllotrochalus colini ingår i släktet Phyllotrochalus och familjen Melolonthidae. Inga underarter finns listade i Catalogue of Life.